# Descampado (Povoação)
Descampado é uma elevação portuguesa localizada no concelho da Povoação, ilha de São Miguel, arquipélago dos Açores.
Este acidente geológico tem o seu ponto mais elevado a 545 metros de altitude acima do nível do mar e encontra-se nas proximidades do Espigão da Festa e do Cassepe da Costa além da Lomba da Salga.